# Pasqualino De Santis
Pasqualino De Santis (Fondi, 24 april 1927 – Lviv, 23 juni 1996) was een Italiaans cameraman.
Pasqualino De Santis was de broer van de Italiaanse regisseur Giuseppe De Santis. Hij werkte gedurende zijn loopbaan samen met regisseurs als Francesco Rosi, Ettore Scola, Luchino Visconti en Robert Bresson. Het hoogtepunt van zijn carrière was de Oscar voor beste camerawerk voor de film Romeo and Juliet (1968) van regisseur Franco Zeffirelli.
Pasqualino De Santis stierf in 1996 in Oekraïne aan een hartaanval tijdens de opnamen voor de film La tregua.

## Filmografie (selectie)
- 1967: C'era una volta...
- 1968: Romeo and Juliet
- 1969: The Damned
- 1970: Uomini contro
- 1970: Death in Venice
- 1971: The Assassination of Trotsky
- 1971: Il caso Mattei
- 1972: Torino nera
- 1974: Lucky Luciano
- 1974: Conversation Piece
- 1974: Lancelot du Lac
- 1975: Cadaveri eccellenti
- 1977: Una giornata particolare
- 1979: Cristo si è fermato a Eboli
- 1980: La terrazza
- 1982: Marco Polo
- 1984: Carmen
- 1984: Sheena
- 1984: Misunderstood
- 1985: Harem
- 1987: Cronaca di una morte annunciata
- 1995: A Month by the Lake
- 1998: La tregua